# 張愷朗
張愷朗（Cheung Hoi Long，1994年10月3日—），香港男子劍擊運動員。

## 簡歷
2010年3月，代表香港參加在菲律賓舉行的亞洲青少年劍擊錦標賽，並獲得少年組男子重劍團體銅牌。
2011年2月，參加在新加坡舉行的少年劍擊世界盃獲得男子重劍冠軍。。
2013年4月，代表香港參加在克羅地亞波雷奇舉行的世界青少年劍擊錦標賽。

## 個人生活
張愷朗就讀於啟基學校和拔萃男書院，現時升讀香港中文大學。